# Ralph Northam
Ralph Shearer Northam, né le 13 septembre 1959 à Nassawadox (Virginie), est un médecin de guerre et homme politique américain, membre du Parti démocrate et gouverneur de Virginie de 2018 à 2022.  

## Biographie

### Jeunesse et carrière professionnelle
Ralph Northam grandit à Onancock dans le comté d'Accomack, sur l'Eastern Shore de Virginie.
Diplômé de l'Institut militaire de Virginie, il est neurologue pédiatrique de profession au sein de la United States Army, de 1984 à 1992. Après l'armée, d'où il sort avec le grade de major, il s'installe comme médecin à Norfolk.

### Débuts en politique

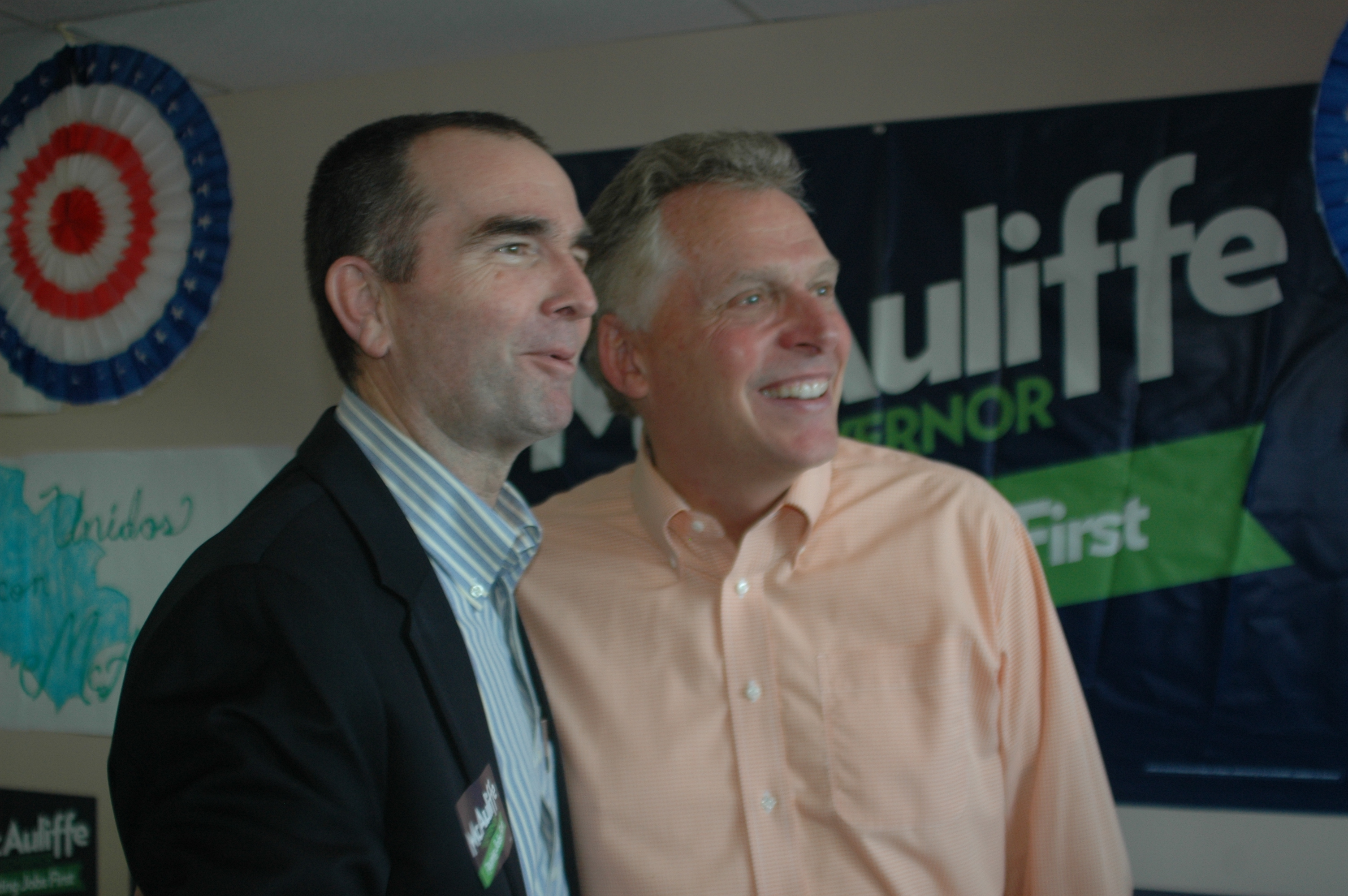
Northam et McAuliffe durant la campagne de 2013.

Après avoir voté pour George W. Bush en 2000 et 2004, il est élu au Sénat de Virginie en 2008 sous l'étiquette démocrate.
En 2013, il est candidat au poste de lieutenant-gouverneur de Virginie. Durant la primaire démocrate, il défait l'ancien directeur de la technologie de l'administration Obama, Aneesh Chopra, avec environ 55 % des suffrages. Lors de l'élection générale, il affronte le pasteur républicain E. W. Jackson, aux propos controversés sur les homosexuels, les non chrétiens et l'avortement. En avance dans les sondages, il remporte l'élection avec plus de 10 points d'avance sur Jackson. Il est désormais la voix décisive dans un Sénat partagé à égalité entre démocrates et républicains,.

### Gouverneur de Virginie

#### Élection de 2017
En février 2015, Ralph Northam annonce qu'il est candidat à la succession de Terry McAuliffe au poste de gouverneur en 2017. Notamment soutenu par McAuliffe et les deux sénateurs de Virginie au Congrès, Mark Warner et Tim Kaine, sa nomination semble acquise jusqu'à l'entrée en campagne de l'ancien représentant Tom Perriello,. Face à Northam, réputé modéré et issu de l'establishment, Tom Perriello reçoit le soutien de la gauche du parti et des sénateurs Elizabeth Warren et Bernie Sanders. La primaire démocrate s'annonce alors serrée, certains sondages donnant même Northam battu. Il remporte la primaire plus facilement que prévu, avec 56 % des suffrages.
Longtemps donné favori par les sondages dans un État de plus en plus démocrate, l'écart entre Ralph Northam et son concurrent républicain Ed Gillespie se resserre à la fin de la campagne, après des attaques de Gillespie sur l'immigration et la criminalité. Le 7 novembre 2017, il est élu gouverneur avec environ 54 % des voix, soit neuf points d'avance. Ce bon résultat, le meilleur pour un gouverneur démocrate depuis des décennies, s'explique notamment par le mécontentement des électeurs vis-à-vis de Donald Trump et par une forte mobilisation des suburbs en sa faveur.

#### Début de mandat face à une majorité républicaine (2018-2019)

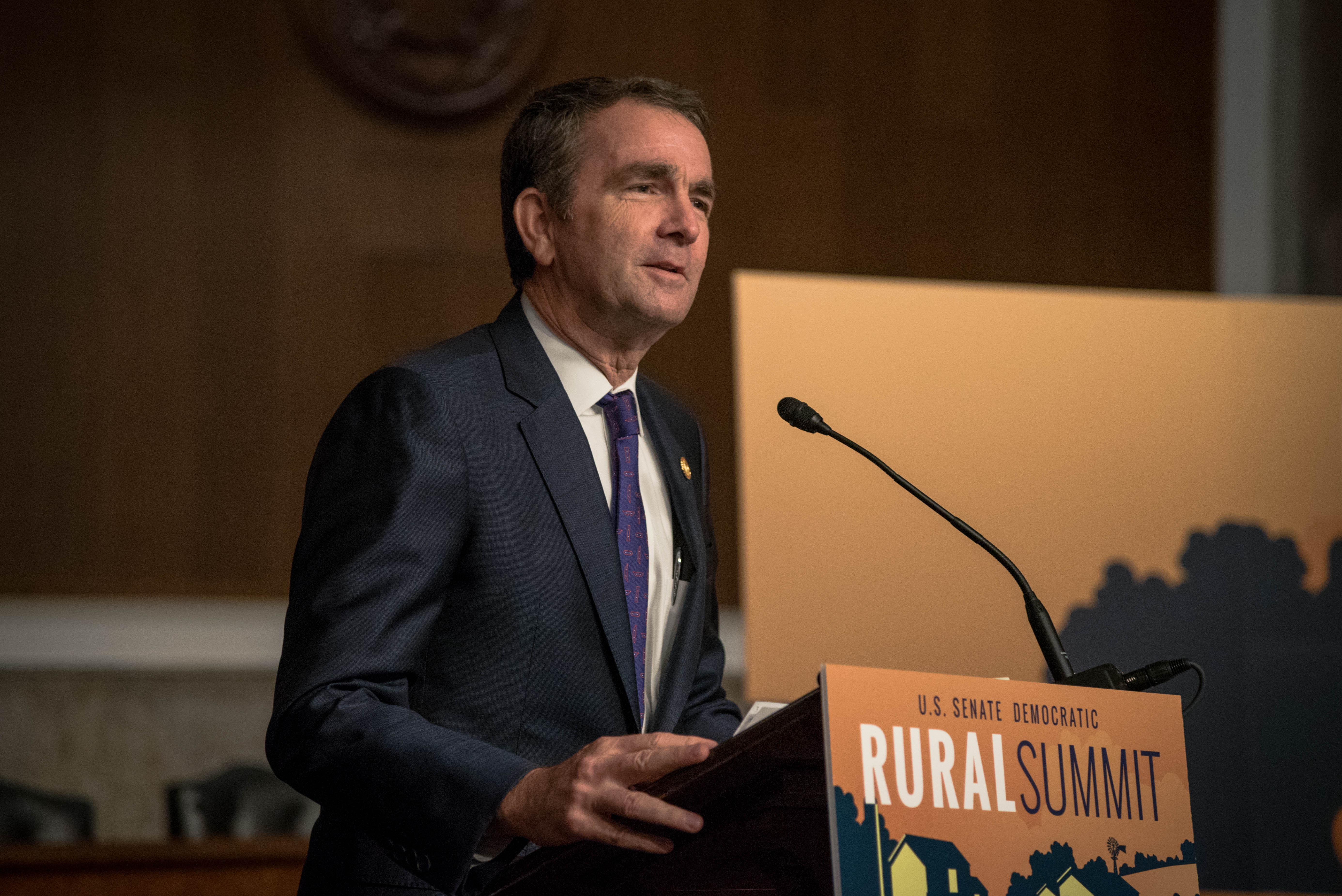
Ralph Northam en campagne pour le sénateur Mark Warner en 2018.

Ralph Northam prête serment le 13 janvier 2018,. Lors de sa prise de fonction, le Parti républicain dispose d'une courte majorité dans les deux chambres de la législature de Virginie, la Chambre des délégués et le Sénat.
Malgré cette opposition législative, il dispose pouvoirs propres, notamment au sein de l'administration de l'État. Son premier acte politique est ainsi la signature d'un décret interdisant les discriminations au travail (notamment envers les personnes LGBT) au sein de l'administration de Virginie,.

#### Polémique sur le blackface (2019)
En janvier 2019, ses propos défendant un projet de loi facilitant le recours à l'avortement font polémique. Son commentaire « l'enfant pourrait être réanimé si c'est ce que la mère et la famille désirent, et une conversation aura ensuite lieu entre les médecins et la mère » est perçu par la droite comme une justification de l'infanticide. Le gouverneur réfute cette thèse et estime qu'il répondait à une question du point de vue médical. Deux jours plus tard, un média conservateur publie l'album de promotion de Northam à l'école de médecine ; sur sa page se trouve un homme avec un blackface accompagné d'un autre déguisé en membre du Ku Klux Klan. Le gouverneur admet figurer sur la photographie puis se rétracte, reconnaissant toutefois s'être déjà maquillé dans les années 1980 pour ressembler à Michael Jackson.
Les appels à la démission se multiplient. Tous les élus démocrates de Virginie au Congrès demandent par exemple la démission de Northam, qui s'y refuse. Dans les jours qui suivent, les deux personnes devant lui succéder en cas de démission sont à leur tour entrainées dans des polémiques : le lieutenant-gouverneur Justin Fairfax est accusé d'agression sexuelle et le procureur général Mark Herring admet également avoir porté un blackface dans les années 1980. La quatrième personne dans la ligne de succession au poste de gouverneur est alors Kirk Cox, le président républicain de la Chambre des délégués de Virginie. Malgré des sondages peu favorables, cette succession de scandales permet à Northam de se maintenir à son poste,.
À l'automne 2019, les sondages s'améliorent pour Northam. Selon une enquête d'opinion du Washington Post d'octobre, les habitants de Virginie approuvent son action à 47 % et la désapprouvent à 29  (contre 43 % à 44 % en février).

#### Fin de mandat soutenue par une majorité démocrate (2020-2021)
En novembre 2019, les deux chambres de l'Assemblée générale de Virginie sont prises par les démocrates. Northam estime pouvoir désormais mettre en place ses mesures en faveur de la protection des personnes LGBT, du contrôle des armes à feu et de la lutte contre le changement climatique ; l'Assemblée générale à majorité républicaine ayant jusqu'alors refusé ses propositions.
Au printemps 2020, la Virginie est confrontée — comme le reste du pays — à la pandémie de Covid-19. Ralph Northam est l'un des premiers gouverneurs américains à appeler à la fermeture des écoles pour l'année scolaire et à proposer des règles sanitaires spécifiques au travail. Par la suite, il laisse le choix aux écoles d'offrir ou non des cours en présentiel et impose le port du masque dans les commerces. Comme de nombreux gouverneurs, son action contre la pandémie est d'abord saluée au printemps (76 % des Virginiens approuvant son action en la matière) avant de redescendre à l'été (61 % d'approbation), notamment en raison de la lassitude de la population. À la fin de l'année 2020, 53 % des habitants de Virginie approuvent son action en tant que gouverneur (contre 33 %) et pensent que la Virginie va dans la bonne direction (contre 37 %).
En janvier 2021, dans son discours sur l'état du Commonwealth, Ralph Northam expose ses priorités pour l'année : la lutte contre la pandémie de Covid-19, la hausse du salaire des enseignants de 2 %, l'abolition de la peine de mort, la légalisation du cannabis à usage récréatif et la restauration des droits civiques des anciens condamnés. Le mois suivant, l'Assemblée générale de Virginie légalise la consommation du cannabis et abolit la peine de mort, alors que la Virginie est historiquement l'un des États ayant le plus eu recours à la peine capitale avec le Texas. Le gouverneur s'engage à signer les deux textes,,.